# Прусий II
Прусий II (на латински: Prusias II Kynegus; на старогръцки: Προυσίας ὁ Κυνηγός, Prousías ho Kunēgós („Ловец“), † 149 пр.н.е.) е гръцки цар на Витиния през 182 пр.н.е. – 149 пр.н.е.

## Управление
Той наследява своя баща Прусий I († 182 пр.н.е.) на трона. Майка му е Апама III, дъщеря на Деметрий II и Стратоника II.
Прусий се съюзява с Евмен II от Пергам във войната против Фарнак I от Понт през 181 – 179 пр.н.е. Той нахлува 156 – 154 пр.н.е. в територията на Пергам, победен е и трябва да плаща високи репарациони. Той изпраща сина си Никомед II в Рим, за да моли за помощ за намаляване на репарационите, но Никомед въстава срещу баща си и става новият цар.
Прусий е женен за братовчедката си Апама IV от династията на Антигонидите, дъщеря на Филип V Македонски. Баща е на Никомед II и Апама.